# Municipio de Rayón (San Luis Potosí)
Rayón es uno de los 59 municipios que constituyen el estado mexicano de San Luis Potosí. Se encuentra localizado al centro oeste del estado y aproximadamente a 170 kilómetros de la ciudad de San Luis Potosí. Cuenta con una extensión territorial de 758.92 km². Su nombre es en honor de Ignacio López Rayón, insurgente que encabezó el movimiento de independencia a la muerte de Miguel Hidalgo.

## Descripción geográfica

### Ubicación
Rayón se localiza al centro oeste del estado entre las coordenadas geográficas 21° 51’ de latitud norte, y 99° 39’ de longitud oeste; a una altitud promedio de 980 metros sobre el nivel del mar.
Limita al este con el municipio de Tamasopo; al norte con los municipios de Alaquines y Cárdenas; al oeste con el municipio de Rioverde; al sur con el municipio de Lagunillas; al sureste con el municipio de Santa Catarina, y al suroeste con el municipio de San Ciro de Acosta.
La ciudad de Rayón, cabecera del municipio, se encuentra en la ubicación 21°50′29″N 99°38′40″O / 21.84139, -99.64444, a una distancia de 170 km de la capital del estado.

### Orografía e hidrografía

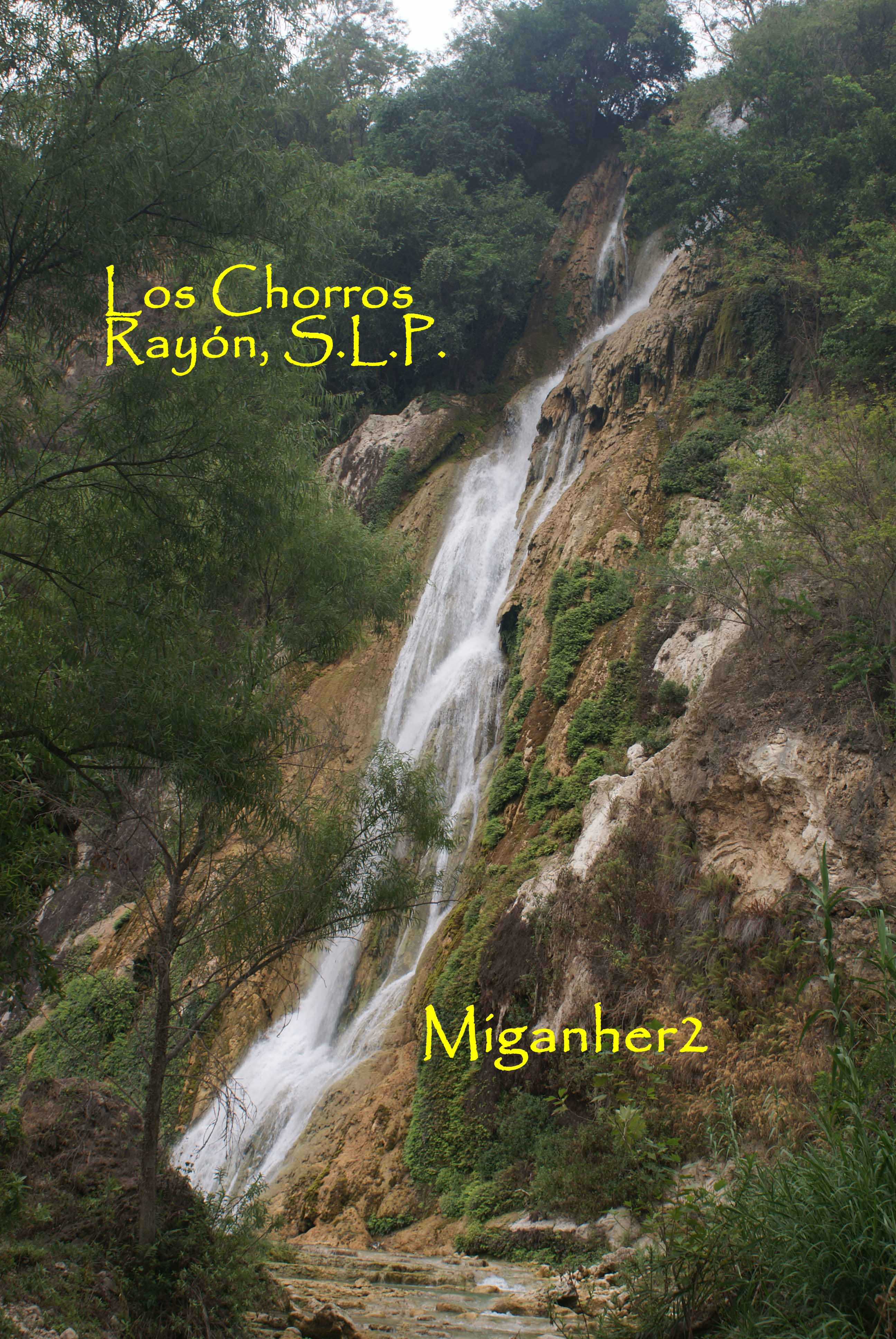
Manantial de Los Chorros en Rayón, S.L.P.

Posee un territorio montañoso, sus principales elevaciones son los cerros El Diente (1,300 m s. n. m.) y El Jabalí. Sus suelos se formaron en la era Mesozoica, y su uso principalmente es ganadero, forestal y agrícola. El municipio pertenece a la región hidrológica Panuco. Sus recursos hidrológicos son proporcionados principalmente por el río Verde. Además cuenta con arroyos de afluente temporal como el Atarjez, el Parian, la Manzanilla, los Gamotes, el Panteón y el Paisano.

### Clima
Posee varios tipos de clima, al oriente presenta clima cálido subhúmedo; al centro, semicálido subhúmedo y al occidente seco; no posee cambio térmico invernal bien definido. La temperatura media anual es de 22°C, la máxima se registra en el mes de mayo y la mínima se registra en enero. La temporada de lluvias se produce en el verano. La precipitación media anual es de 778.9 milímetros.
Según la clasificación climática de Köppen el clima de Rayón corresponde a la categoría Cwa, (subtropical con invierno seco y verano cálido).

## Demografía
La población total del municipio de Rayón es de 15 301 habitantes, lo que representa un decrecimiento promedio de -0.27% anual en el período 2010-2020 sobre la base de los 15 707 habitantes registrados en el censo anterior. Al año 2020 la densidad del municipio era de 19,46 hab/km².
| Gráfica de evolución demográfica de Municipio de Rayón entre 2000 y 2020 |
|                                                                          |
| Fuente: Instituto Nacional de Estadística Geografía e Informática        |

En el año 2010 estaba clasificado como un municipio de grado bajo de vulnerabilidad social, con el 16.13% de su población en estado de pobreza extrema.
La población del municipio está mayoritariamente alfabetizada (15.08% de personas analfabetas al año 2010), con un grado de escolarización en torno de los 5.5 años. Solo el 10.86% de la población se reconoce como indígena.
El 89.20% de la población profesa la religión católica. El 5.02% adhiere a las iglesias Protestantes, Evangélicas y Bíblicas.

### Localidades
Según el censo de 2010, la población del municipio se distribuía entre 66 localidades, de las cuales 59 eran pequeños núcleos urbanos de menos de 500 habitantes.
Las localidades con mayor número de habitantes y su evolución poblacional son:
| Localidad                  | Población 2010 | Población 2020 |
| Total Municipio            | 15 707         | 15 301         |
| Aguacatillos               | 442            | 371            |
| Amoladeras                 | 382            | 376            |
| Cerrito de la Cruz         | 631            | 570            |
| Crucero de Rayón           | 749            | 796            |
| El Aguacate                | 400            | 315            |
| El Pajarito                | 518            | 446            |
| El Sabinito                | 331            | 388            |
| Las Canoas                 | 385            | 297            |
| Las Guapas                 | 660            | 633            |
| Nogales                    | 357            | 309            |
| Obregón (Estancitas)       | 711            | 662            |
| Rayón (Cabecera municipal) | 5928           | 6240           |
| Tierras Coloradas          | 557            | 496            |
| Tortugas                   | 413            | 338            |
| Vicente Guerrero           | 411            | 488            |

## Economía
Según los datos relevados en 2010, 2142 personas desarrollaban su actividad en el sector primario (agricultura, ganadería, aprovechamiento forestal, pesca y caza) y 463 personas estaban empleadas en el comercio minorista. Estos rubros concentraban la actividad de aproximadamente la mitad de las 5372 personas que ese año formaban la población económicamente activa del municipio.
Según el número de unidades activas relevadas en 2019, los sectores más dinámicos son el comercio minorista, la elaboración de productos manufacturados y en menor medida la prestación de servicios generales no gubernamentales.

## Educación y salud
En 2010, el municipio contaba con escuelas preescolares, primarias, secundarias, 4 escuelas de educación media (bachilleratos) y 3 escuelas primarias indígenas. Contaba con 7 unidades destinadas a la atención de la salud, con un total de 7 personas como personal médico.

El 36.7% de la población, (5677 personas), no habían completado la educación básica, carencia social conocida como rezago educativo. El 12.9%, (1996 personas) carecían de acceso a servicios de salud.

## Cultura

### Sitios de interés
- Templo Parroquial.
- Presidencia Municipal.
- Núcleo de los Juzgados.
- Cascada de Los Chorros
- La Chaca

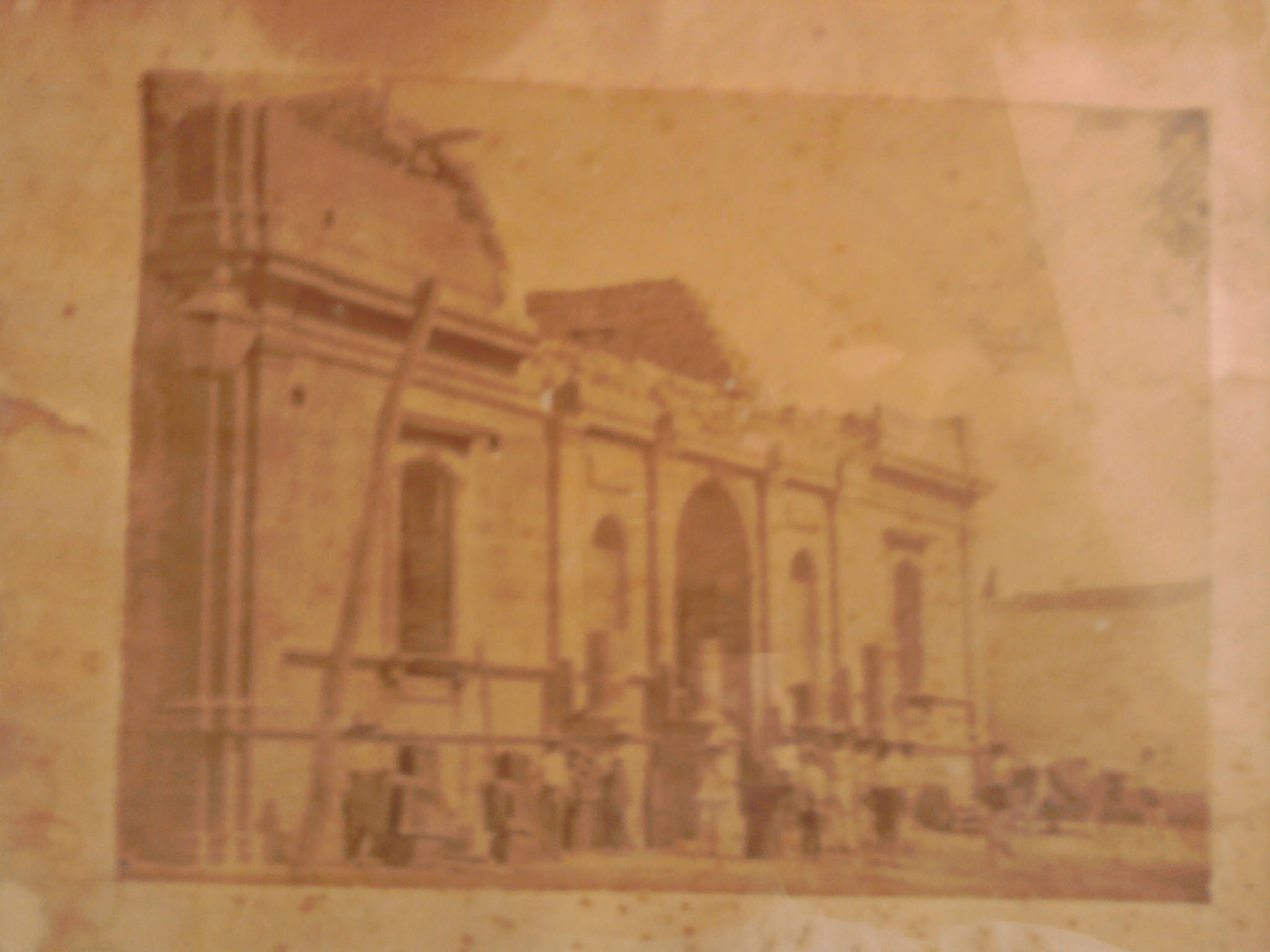
Iglesia Nuestra Señora del Refugio, en construcción.

- Ex Haciendas de Vaqueros, Amoladeras, Estancita
- Cascada La Llovizna.
- Ruinas Arqueológicas.

### Fiestas
Fiestas civiles
- Aniversario de la Independencia de México: 16 de septiembre.
- Aniversario de la Revolución mexicana: El 20 de noviembre.

Fiestas religiosas
4 de julio. Fiesta patronal. Nuestra Senora del Refugio
- Semana Santa: jueves y viernes Santos.
- Día de la Santa Cruz: 3 de mayo.
- Fiesta en honor de la Virgen de Guadalupe: 12 de diciembre.
- Día de Muertos: 2 de noviembre.
- Feria Regional de Raýon (FERERA): 1 de mayo al 5 de mayo.

## Gobierno
Su forma de gobierno es democrática y depende del gobierno estatal y federal; se realizan elecciones cada 3 años, en donde se elige al presidente municipal y su gabinete. 